# Sudety Wschodnie

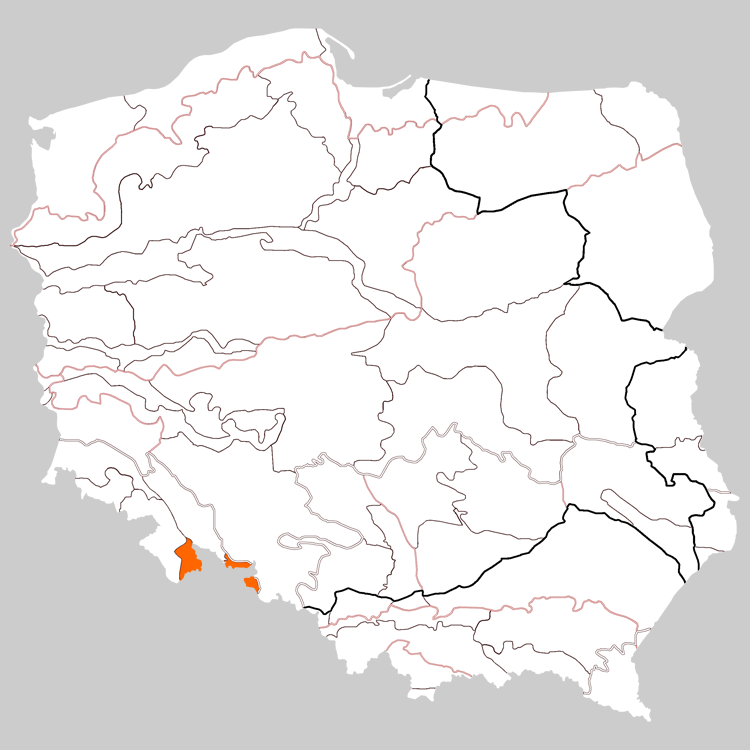
Polski obszar Sudetów Wschodnich

Sudety Wschodnie (332.6) (cz. Jesenická oblast, Východní Sudety, Východosudetská oblast, niem. Ostsudeten) – pasma górskie w południowo-zachodniej Polsce  i północnej części Czech, wschodnia część Sudetów będąca częścią prowincji Masywu Czeskiego.

## Położenie
Sudety Wschodnie rozciągają się  od linii: Przełęcz Kłodzka – Kotlina Kłodzka – Rów Górnej Nysy – Przełęcz Międzyleska – Dolina Morawy na zachodzie po Bramę Morawską na wschodzie  oddzielającą Sudety od Masywu Beskidów. Rów Górnej Nysy jest naturalną granicą oddzielającą  Sudety Środkowe od  Sudetów Wschodnich. Większa część Sudetów Wschodnich leży  na terytorium Czech oraz w niewielkiej części (737 km²) w Polsce. Maksymalnie wznoszą się do wysokości 1491 m n.p.m. z górą Pradziad (czes. Praděd) w Jesionikach (czes. Jeseníky), w Czechach i do 1425 m n.p.m. z górą Śnieżnik w Polsce. Na obszarze Polski Sudety Wschodnie obejmują: Góry Złote, Góry Bialskie, Masyw Śnieżnika wraz z Krowiarkami oraz Góry Opawskie (czes. Zlatohorská vrchovina), na terenie Polski tylko niewielka część. Od północy graniczą z Przedgórzem Sudeckim i Niziną Śląską, od wschodu z Kotliną Ostrawską i Bramą Morawską.

## Podział mezoregionalny
W skład  Sudetów Wschodnich wchodzą: Wysoki Jesionik (czes. Hrubý Jeseník) i Niski Jesionik (czes. Nízký Jeseník), Góry Odrzańskie (czes. Oderské vrchy), Góry Opawskie (czes. Zlatohorská vrchovina), Góry Bialskie i Góry Złote (czes. Rychlebské hory), Masyw Śnieżnika (czes. Králický Sněžník). Większość części gór Sudetów Wschodnich znajduje się po czeskiej stronie. Dotyczy to następujących pasm: Wysoki Jesionik, Niski Jesionik, Hanušovická vrchovina, Mohelnická brázda, Zábřežská vrchovina. Natomiast Masyw Śnieżnika, Góry Bialskie, Góry Złote i Góry Opawskie są przecięte granicą państwową. Po stronie polskiej Sudety Wschodnie występują w trzech fragmentach nie stykających się ze sobą.
Czesi Góry Złote i Bialskie łączą w jedno pasmo.

## Budowa geologiczna
Sudety Wschodnie zbudowane są ze skał bloku sudeckiego oraz strefy śląsko-morawskiej.
W skład Sudetów Wschodnich wchodzą następujące jednostki tektoniczne: wschodni skrawek struktury bardzkiej, prawie cały masyw kłodzko-złotostocki, metamorfik Lądka i Śnieżnika, strefa Starego Miasta. Na obszarze Czech występują: kopuła Keprnika, kopuła Desny, masyw Żulowej, masyw Jesenika, masyw Sobotina oraz zachodnia część strefy morawsko-śląskiej (kulmu wschodniosudeckiego).
W geologii struktury wschodniosudeckie od zachodu zaczynają się linią nasunięcia ramzowskiego, leżącą po czeskiej stronie granicy. Biegnie ona z południowego zachodu na północny wschód w okolicach Starego Miasta (czes. Staré Město pod Sněžníkem). Pozostałe granice są podobne jak w geografii. Struktury wschodniosudeckie w sensie geologicznym zbudowane są ze skał metamorficznych wieku od młodszego proterozoiku do dolnego karbonu, skał magmowych (głębinowych) wieku karbońskiego, skał osadowych wieku od górnego karbonu do czwartorzędu oraz wulkanicznych bazaltów wieku trzeciorzędowego.